# Ла Трапе
„Ла Трап“ (на нидерландски: La Trapp) е трапистка бира, произведена и бутилирана в пивоварната на абатство „Koningshoeven“ (пълното име на нидерлански език е „Onze Lieve Vrouw van Koningshoeven“) в Berkel-Enschot (Нидерландия). „La Trappe“ e една от единадесетте трапистки марки бира, заедно с Achel, Westmalle, Westvleteren, Chimay, Orval, Rochefort и Engelszell, Tre Fontane, Spencer, Zundert, които имат правото да носят знака „Автентичен трапистки продукт“ (Authentic Trappist Product), обозначаващ спазването на стандартите на „Международната трапистка асоциация“.

## История
Траписткото абатство „Onze Lieve Vrouw van Koningshoeven“ се намира в селото Berkel-Enschot, на 3 км. от гр.Тилбург, Нидерландия, в близост до границата с Белгия. Абатството е част от Ордена на цистерцианците на строгото спазване.
През 1880 г. игуменът на френското абатство Мон де Ка Dominicus Lacaes, притеснен за съдбата на своите монаси поради приетите във Франция антирелигиозни закони, решава да потърси сигурно убежище в чужбина. Абатът изпраща един от своите монаси – Sebastianus Wyart, в Холандия. В близост до Тилбург, на територията на с. Berkel-Enschot, пратеникът открива 2 малки стопанства с кошара и 50 хектара земя, наричана от местните жители Кьонингсховен (Koningshoeven), защото, според преданията, в стари времена тези земи били собственост на английския крал Уилям II. 
Стопанските постройки са превърнати във временен манастир и на 4 март 1881 г. шестима монаси от френското абатство се заселват в новата обител. Така започва историята на първия католически цистерциански манастир в Холандия след епохата на Реформацията. Монашеската общност се увеличава и поради недостига на плодородни обработваеми земи монасите решават да построят малка пивоварна, която да подпомага издръжката на манастира. 
Пивоварната е открита и през 1884 г. започва производство на долноферментирала бира.
През 1891 г. Кьонингсховен придобива статут на абатство и под ръководството на първия абат Willibrord Verbruggen започва изграждането на нов манастир в неоготически стил. През юли 1893 г. монасите се преместват в новопостроения манастир. На 17 септември 1894 г. е тържествено осветена новата абатска църква. През 1899 г. монаси от Кьонингсховен започват изграждането на нов манастир до Зюндерт – абатството „Мария Туфлюхт“.
През 1920-те години пивоварната е модернизирана. През 1928 г. започва производство на светла лагер бира с алкохолно съдържание 4 %.
През 1936 г. монасите започват изграждането на женски трапистки манастир в Berkel-Enschot, Холандия. Монаси от Кьонингсховен поставят основите и на нови абатства в Германия (1955), Уганда (1964), Индонезия (1953) и Кения (1958). 
Абатството се разраства – през 1945 г. братството брои 150 монаси. През 1957 г. за нуждите на пивоварната е закупена нова машина за пастьоризация, през 1959 г. е оборудвана нова лаборатория, през 1967 г. са доставени нови цистерни за бира.
През 1980 г. монасите започват производство на горноферментирала бира – ейл с марката „La Trappe“, на базата на рецепти от петдесетте години. През 1987 г. започва цялостна модернизация на пивоварната. Новата пивоварна влиза в експлоатация през 1989 г.
През 1999 г. пивоварната на Кьонингсховен преминава под контрола на „Koningshoeven Brewery“ – дъщерно дружество на холандската пивоварна компания „Bavaria Brewery“. В резултат на това възниква спор с Международната трапистка асоциация за използването на логото „автентичен трапистки продукт“ върху етикетите на бирата „La Trappe“. Въпреки че бирата продължава да се произвежда в рамките на стените на абатството, от асоциацията смятат търговското споразумение с „Bavaria Brewery“ за твърде комерсиално и несъвместимо с траписткия ред. На 1 декември 1999 г. пивоварната се отказва от използване на логото, но продължава да поставя върху етикетите на бирата названието „трапистка бира“. След продължителен период на проучване и взаимни отстъпки абатството Кьонингсховен преразглежда търговското споразумение за сътрудничество с „Bavaria Brewery“ и сключва ново споразумение, в което позициите на абатството относно контрола върху производството на бира са засилени и гарантирани. Работата на пивоварната преминава отново под контрола на монасите от абатство, а „Koningshoeven Brewery“ се занимава с управлението на производството. Монасите от абатството се задължават да работят в пивоварната по няколко часа всеки ден. На 7 октомври 2005 г. „Международната трапистка асоциация“ публикува официално прессъобщение с което обявява, че отново предоставя на пивоварната Кьонингсховен правото да използва върху бирите „La Trappe“ логото „Автентичен трапистки продукт“. 

## Марки бира
Търговският асортимент на пивоварната включва девет марки:
- La Trappe Blond – светла бира с тъмнооранжево-златист цвят и алкохолно съдържание 6,5 %. Отличава се с плодов и свеж аромат, леко малцов и леко сладък вкус, мек финал с лека горчивина в послевкуса. [8]
- La Trappe Dubbel известна и като La Trappe Dominus Dubbel – тъмна бира с наситено червено-кафяв цвят, с алкохолно съдържание 7 %, богат аромат на малц и карамел, по-сладък вкус със свеж послевкус.[9]
- La Trappe Tripel известна и като La Trappe Dominus Tripel – бира с червено-кехлибарен цвят, с алкохолно съдържание 8 %. Използването на кориандър дава пикантен характер. Плодов, горчив вкус и аромат.[10]
- La Trappe Quadrupel – силна бира с червеникав цвят, с алкохолно съдържание 10 %. Отличава се с плътност, плодов аромат на ябълка и слива, силно присъствие на алкохол.
- La Trappe Isid'or – бира с алкохолно съдържание 7,5 %. В производство от 2009 г. по повод 125-годишнината на пивоварната и в чест на брат Isidorus, първия пивовар на „Koningshoeven“.
- La Trappe Quadrupel Oak Aged – силна бира с алкохолно съдържание 11,5 %, в производство от 2010 г. Отлежава минимум 5 години в дъбови бъчви, като всяка година се сменя видът на бъчвата. Вкусът на всяка една партида, никога не се повтаря.
- La Trappe Witte Trappist – светла бяла бира с алкохолно съдържание 5,5 %, в производство от 2003 г.
- La Trappe Bockbier – тъмна бок бира с алкохолно съдържание 7 %. Отличава се с тъмно медно-червен цвят, средна плътност, във вкуса доминират сладост и лека горчивина; наситен аромат на ябълки и карамел, с нотки на шоколад, в производство от 2004 г.
- La Trappe PUUR е 100 % органична бира с алкохолно съдържание 4,7 %. Вари се единствено с помощта на зелена енергия. В производство от 2010 г.